# Wilfred Gibson
Wilfred Gibson (n. 28 februarie 1942, Londra, Regatul Unit – d. octombrie 2014, Londra, Regatul Unit) a fost un violonist englez care a cântat în trupa Electric Light Orchestra. L-a înlocuit pe originalul violonist al ELO, Steve Woolam în 1972 și a cântat în primul concert al formației. Mai târziu a contribuit la albumul ELO 2  cântând și pe hit single-urile Roll Over Beethoven, Showdown și Ma-Ma-Ma Belle alături de Colin Walker și Mike Edwards care cântau la violoncel. A fost înlocuit de Mik Kaminski în 1973 după o dispută financiară.